# 台湾府城
台湾府城とは清朝における台湾府に置かれた城郭と都市。1887年、清朝は行政区を再編し。それまでの府城は（旧）台湾府から台南府を分割したことで台南府城に改名された。（新）台湾府は台湾省城を現在の台中市に設置したことで、省城が新たな台湾府城を意味するようになった。また、台北県衙とその後の安平県衙は（旧）台湾府城すなわち台南府城内にあるため、1887年以前の台湾県城、その後の安平県城であるとも見なされている。（旧）台湾府城は雍正元年（1723年）に建造が始まった。城壁の最大周囲は2700フィート（8.64km）で、清朝福建省で3番目に大きい都市だった。台湾が日本へ割譲後は、次第に都市は崩壊し、日本占領期の台湾の都市計画の過程で、約194年間にわたる歴史があった城壁の一部が破壊され元の場所に新しい道路が建設された。1917年ごろまでにほとんどが除去されたが、一部の痕跡は現存している。 
台湾府城は、主に現在の台南市中西区西門路以東では、ごく一部の東区、南区、北区を含み、かつ西門路以西から安平地区の旧聚落（一鯤鯓）との間、台江内海（現在の台江国家公園の一部）に至る範囲を指す 。

## 歴史
台南に最初に作られた城は、1625年（明王朝、天啓5年）にオランダ東インド会社によって現在の赤崁楼に建てられた。荒いが耐火性を持つ城であると考えられ、市場通りの北と東は徳清江の岸辺、西は太原内海付近、南は後の隆盛城に竹籬が築かれた。しかし、疫病のために、竹籬は荒廃し、崩壊した:18  。 1652年、台湾で郭淮義反オランダ事件が発生し、翌年、オランダ東インド会社がプロヴィンティア城（赤崁楼）を建設した 。
康熙期間中、 施琅は澎湖諸島を一挙に捕らえ、鄭克塽が降伏したが、当時の清宮廷は離れたところにあった台湾にあまり関心がなく、台湾への攻撃はせいぜい反清軍を根絶することであり、「鵬湖を封じ込めて台湾を放棄する」計画さえあった。その後、施琅は台湾の戦略的価値を警告するために「 台湾棄留疏 」を提出し、台湾は正式に清王朝の領土となった。当時の台湾政府は今の台南に設立された。
現存する門は、大東門、大南門、小西門、兌悅門の4つだけであり、城壁の遺跡には、小東門エリアと大南門エリアがある。

### 三合土城時代

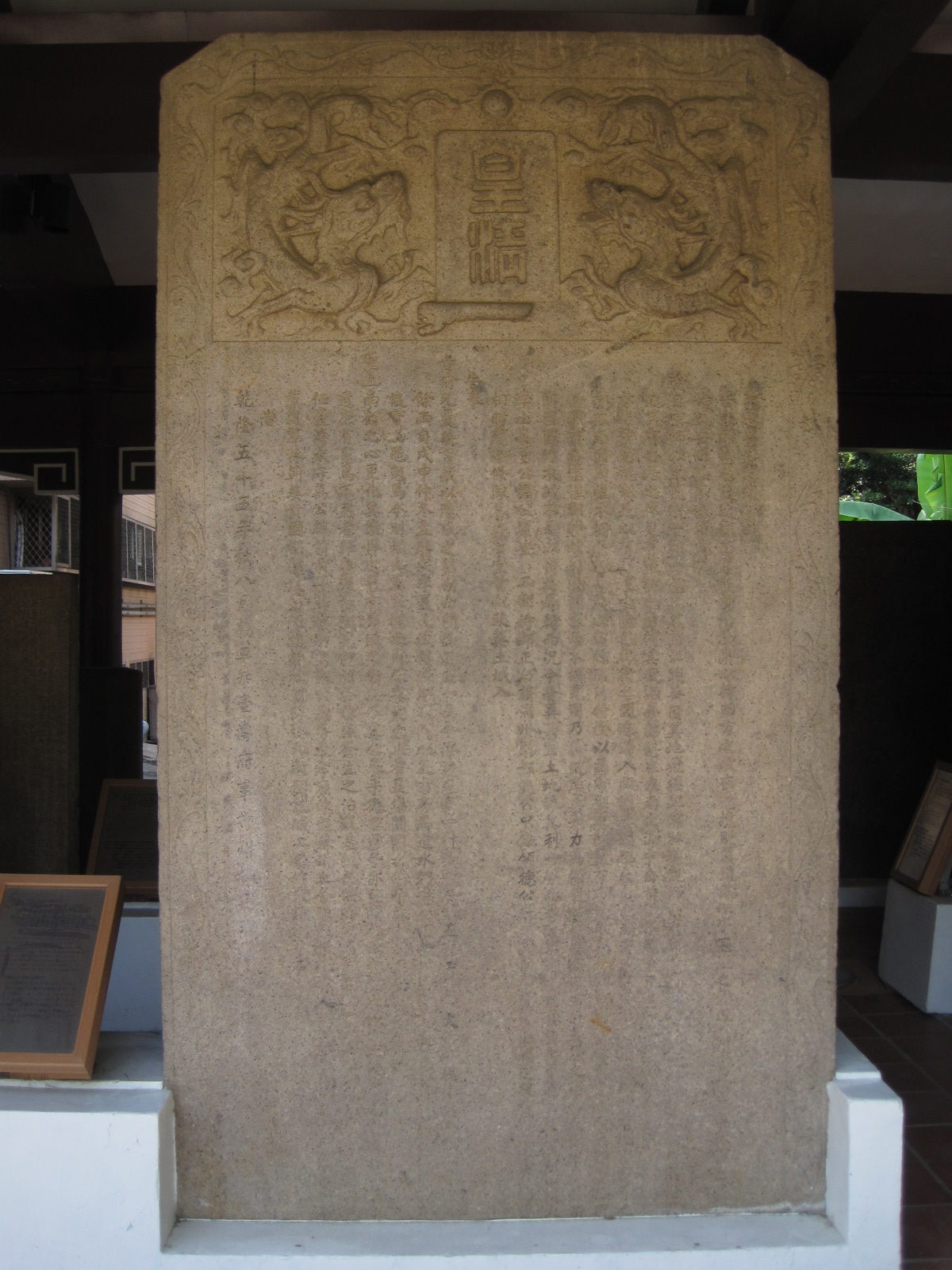
楊廷理（台南南門公園西安碑林）にある再建された「台湾政府の石碑」

### 竹城時代
雍正帝11年（1733年）から乾隆帝53年（1788年）までは諸城時代だった:19  。
1721年に起きた朱義解事件により、雍正年間初期に台湾総督周仲萱が木柵の建設を開始。 木柵の長さは『台湾福建省誌』『台湾省誌』『台湾省誌』『台湾省誌更新』には2147尺（約6.87km）、『台湾郡誌』『台湾郡誌更新』では2662尺（約8.518km）と記載されている。当時、門は７門のみであり西側の部分は完全に囲まれておらず、西門が両側の木柵と連結せずに独立して立っていた。:41  。

#### 建築の年代をめぐる論争
伝統的な説や一部の年代記（重修台湾府志、重修台湾県志、續修台湾府志）では、雍正元年（1723年）に台湾県の県令周中山が木格子を用いて都市建設を計画したとされているが、他の研究では、雍正元年ではなく雍正3年（1725年）に都市が建設されたとする説もある。国立成功大学の歴史学教授である石萬壽も、1725年に建てられたと信じており、ある記事では、雍正帝も都市の建設に関係していると考えられているが、雍正帝からわずか4年後に就任し、雍正帝の4年目に周中玄も辞任している。 
一方、記念碑は台南文化財保護協会や古都保存・埋め立て文化教育財団に採択され、2005年に台南建設280周年を迎えた  。

### 城門

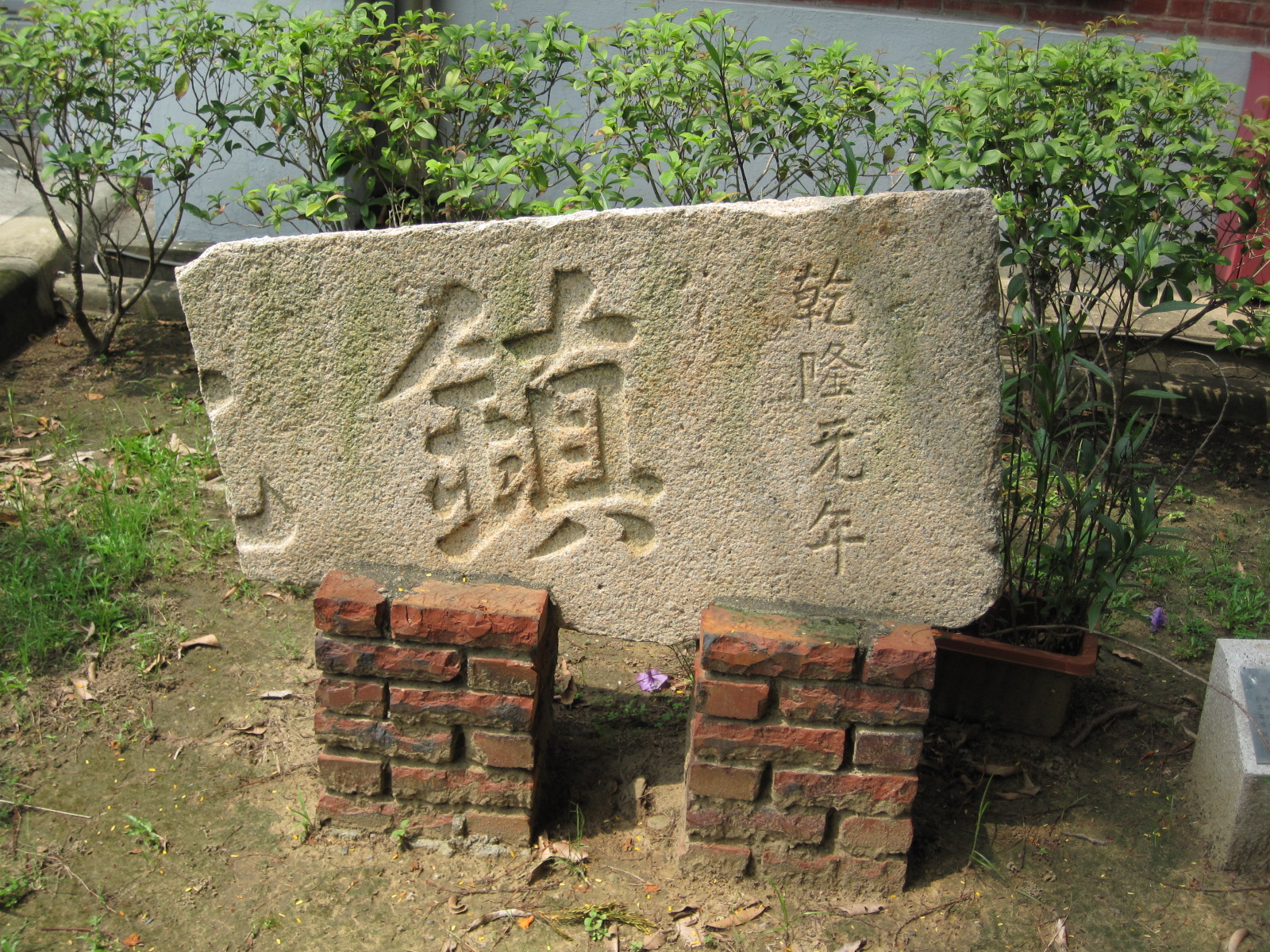
乾隆元年に建てられた小北門の扉口

乾隆帝53年（1788年）から明治33年（1900年）の大規模な解体まで、土城時代だった。
現存する門は、大東門、大南門、小西門、兌悅門の4つだけであり、城壁の遺跡には、小東門エリアと大南門エリアがある。

### 破壊と解体

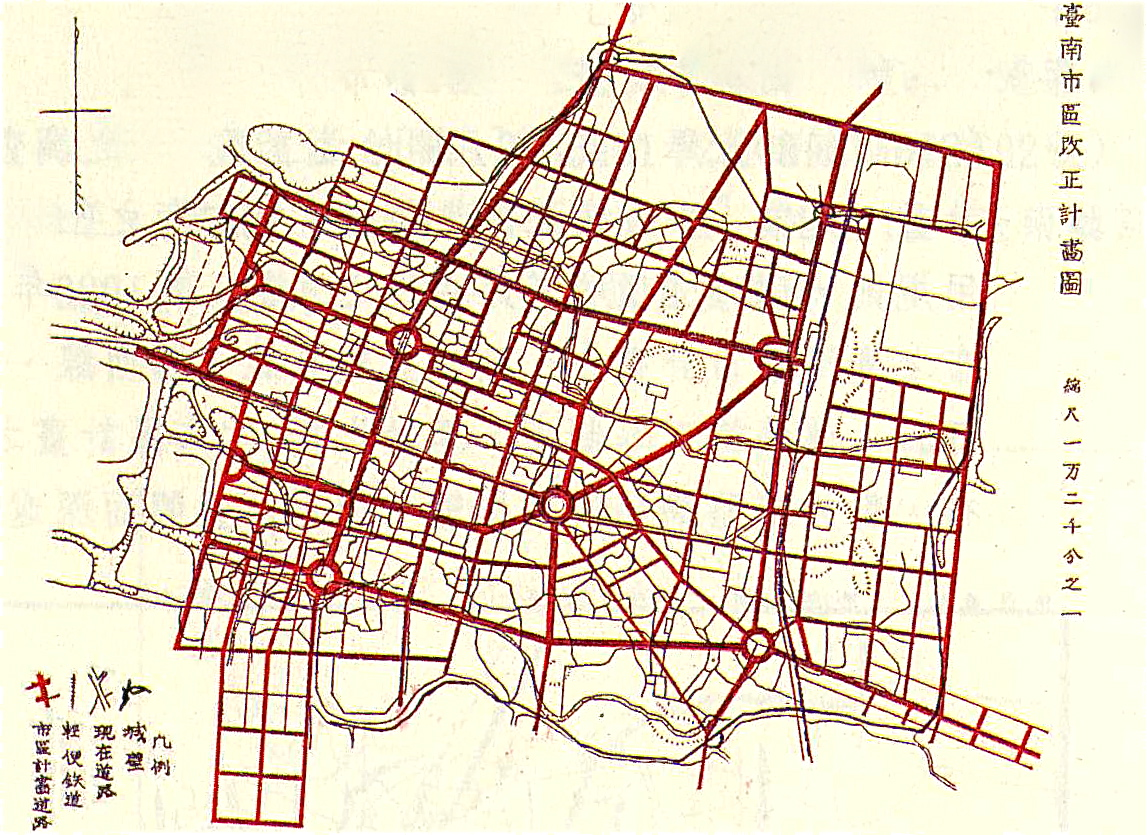
1911年の台南市街地修正計画。城壁を撤去し道路を建設する様子が描かれている。

日本が台湾を統治した後、西洋の都市計画の概念を取り入れる風潮が出てくると、城壁は都市開発を妨げ、もはや防御的意義を持たない考えられるようになっていき、徐々に荒廃した。明治33年（1900年）に台南駅が開通し、鉄道が大北門の壁を直進し、市内に駅を設置し、小南門近くの城壁から出た。後に発表された都市計画では、この時期に台湾市の城壁のほとんどが取り壊された。例えば、西壁は南北道路（現在の西門路）に変わった。日本の占領が終わる頃にはほとんどは消えることとなった。

## 地理
台湾の首都は、嘉南平原の南西、台江内海の南東岸に建設され、平均海抜は約2〜19メートルで、地形は東から西にやや傾斜気味である。勝利路（海抜19メートル、本城の東側の壁）から西門円（海抜4メートル、かつての大西門）までの約1.8キロメートルは、西へ100メートル移動するごとに約0.833メートルずつ海抜が下がっている。

## 城壁
| 第一保     | 大東門街、聖公廟街、龍泉井街                                                                                 |
| 第二保     | 大人廟街、祝三多街                                                                                           |
| 第三保     | 小東門街、市仔頭街、西竹圍、府東巷、二老口、經廳口、辜婦媽、府西巷街、府城隍街、狗屎巷街、戲臺後街、六吉巷街 |
| 第四保     | 亭仔腳街、公界內街、七娘境街、考棚口街、竹仔行街                                                             |
| 第五保     | 嶺前街、嶺後街、牛磨巷街、坊橋頭前街、坊橋頭後街                                                             |
| 第六保     | 元會境街、嶽帝廟街                                                                                           |
| 第七保     | 大埔街、仁和境                                                                                               |
| 第八保     | 油行尾街、馬公廟街                                                                                           |
| 第九保     | 清水寺街（水流觀音街）                                                                                       |
| 第十保     | 柱仔行街、龍王廟街、重慶寺街、中巷街、安海街                                                                 |
| 第十一保   | 三界壇街、太平境街、天公埕街、頂打石街、統領巷街、上橫街、下大埕街                                           |
| 第十二保   | 草花街、打鐵街、針街、鞋街、打銀街、陳子芬街、番薯崎街                                                       |
| 第十三保   | 五帝廟街、做篾街、下打石街、西轅門街                                                                         |
| 第十四保   | 莊雅橋街、王提塘街、欉仔林街、馬兵營街、大南門街                                                             |
| 第十五保   | 關帝廟街、東轅門街、總趕宮街、草仔寮街                                                                       |
| 第十六保   | 下太子街、福安宮街、良皇宮街                                                                                 |
| 第十七保   | 東巷街、西巷街、松仔腳街、小西門街                                                                           |
| 第十八保   | 城邊街、北頭角街、巾頭角街、王宮東街                                                                         |
| 第十九保   | 帽子街、下橫前街、下橫後街、開山宮街、內新街、保西宮街                                                       |
| 第二十保   | 竹仔街、大井頭街、武館街、佛祖廟街、帆寮街、內南河街、內宮後街、十三鋪街                                     |
| 第二十一保 | 抽籤巷街、內關帝港街、內媽祖港街、米街                                                                       |
| 第二十二保 | 大媽祖宮街、利源巷街、武廟街、范進士街                                                                       |
| 第二十三保 | 萬福庵街、三元巷街、三四境街                                                                                 |
| 第二十四保 | 小媽祖街、赤嵌樓街、縣口尾街、小上帝街、五全境街                                                             |
| 第二十五保 | 大銃街、鴨母寮街                                                                                             |
| 第二十六保 | 三老爺街、安祿境、觀音亭、廣慈庵街                                                                           |
| 第二十七保 | 總爺街、雲霄街、新店尾、大北門街、竹巷口街、天池底街、玉皇宮街                                               |
| 第二十八保 | 牛磨後街、城邊街、外新街、下看西街、土地公口街、十間巷街、番薯港街                                           |
| 第二十九保 | 從小南門開始經大東門到小東門間，包括六合境與八協境內的街區。                                                 |
| 第三十保   | 打棕街、鎮渡頭街、安海港街、松仔腳街、無尾巷街、頂看西街、頂南河街、箍桶街、下南河街、杉行街                 |
| 第三十一保 | 北勢街、北勢橫街、藥王廟街、海安宮街、風神廟街                                                               |
| 第三十二保 | 外媽祖港街、下粗糠崎街、外王宮街、聖君廟街、普濟殿街、仁和街、板店街                                         |
| 第三十三保 | 佛頭港街、金瀛街、看南埕街、土岸尾街、新港墘街、老古石街、後樓仔街                                           |
| 第三十四保 | 金安宮街、巾街、媽祖樓街、試經口街                                                                           |
| 第三十五保 | 草藔後街、大廠口街、磚仔埕街、牛塭堀街、十八調街                                                             |

蒋遠志の『台湾県再建図説』には、上記の14門の他に、北門外の軍産工場の隣に建てられた「大方門」が記録されており、軍産工場は 「北工場」」である:41  。

## 宗教
台湾の首都における四大宗教は儒教、道教、仏教、禅宗であった:69。 その後、清朝が宣教を開放してからはキリスト教も現れ、通史4年（1865年）に来台した馬英九の宣教師は寛思街に医療センターを開設している :195。しかし、宣教師たちの多くは住民に拒絶されたため、宣教師らは高雄の旗津周辺に移り住んだ。特に、キリスト教は 太平境馬雅各紀念教会のような伝統的な宗教団体を教会名として使用している。